# Pietro d'Abano
Pour les articles homonymes, voir Abano.
Pietro d'Abano (Petrus de Abano en latin, Pierre d'Abano ou Pierre de Padoue en français), né à Abano Terme près de Padoue, en Vénétie, en 1250 et mort en 1316, est un médecin galéniste italien du Moyen Âge. 

Esprit libre poursuivi par l'Inquisition catholique du XIVe siècle, notamment pour ses doutes sur le caractère incantatoire de la parole de l'officiant pendant l'eucharistie, il échappe au supplice par sa mort.

## Biographie
Il est délicat de se faire une image précise de l’homme, car les faits imaginés se mélangent aux faits historiques. Jean Trithème, Henri-Corneille Agrippa de Nettesheim et Symphorien Champier ont créé une légende qui en fait un mage, ce qui ne semble pas exact.
Pierre d'Abano est né Pietro de Sclavione vers 1250 à Abano Terme, fils de Costanza de Sclavione. 
Il étudie la médecine et la philosophie à Padoue et à Paris, entre 1270 et 1285-1290. Il s'en fut ensuite à Constantinople, apprendre le grec. En 1295, à Paris, il écrit une Compilatio physiognomiæ où il attribue la mélancolie, non à l’œuvre de démons, mais à la bile noire. La physiognomonie et, par-delà, la psychologie, n’avait plus été traitée par les philosophes depuis le Secret des secrets du pseudo-Aristote, et le traité de Pierre d'Abano a connu une vogue suffisante pour que des exemplaires en survivent jusqu'à son impression, à Padoue, en 1474. L'auteur commence par décrire le corps humain de la tête aux pieds (sans omettre les cheveux), en indiquant pour chaque partie du corps les émotions et traits de caractère qu’elle conditionne ; puis il passe en revue les différents tempéraments (audace/timidité), et marque les correspondances entre cette organisation du microcosme qu’est chaque personne, et le macrocosme (les signes du zodiaque et la position des planètes). Pierre d'Abano ne justifie ces observations que dans les dernières pages, où il s’appuie principalement sur l’autorité de Galien et d’Avicenne. 
Dès Martin de Braga, l'Eglise s’était penchée sur la terreur provoquée par les enchantements et les maléfices sur les paysans. L'examen du pouvoir des mots et des signes sur les gens peu instruits s’était poursuivi avec le De fide et legibus de Guillaume d'Auvergne. Pierre d’Abano estime pour sa part que l’interprétation astrologique de l’eucharistie n'est rien d'autre qu'une pratique incantatoire (præcantatio). Les dominicains du monastère Saint-Jacques de Paris l'accusent d'hérésie en 1294, mais il est acquitté. Comme astrologue, il est accusé de pratiquer la magie.  En 1298 il aurait rencontré Raymond Lulle à Paris. 
Il s'établit en 1302 à Padoue, où il enseigne la philosophie, l'astrologie et la médecine. Dans deux traités d’astrologie : Lucidator dubitabilium astrologiæ et De motu octavæ sphæræ, il réaffirme un déterminisme astral sur les affaires humaines. Ainsi, comme les auteurs arabes (notamment Albumasar), les grandes conjonctions de planètes expliqueraient l'apparition des religions : c'est certes astrologique, mais déterministe, en opposition avec la doctrine officielle de l'Église sur la liberté. Ainsi, Pierre d'Abano apparaît moins comme un mage que comme un esprit rationnel. D'ailleurs, dans ses écrits, il expose et promeut le système philosophique d'Avicenne qui ne tient plus les planètes pour des esprits.
De 1303 à 1310 il affine son grand livre, Conciliator differentiarum philosophorum et medicorum, où il s'efforce, sur le mode des « disputes » médiévales, de concilier diverses opinions touchant la médecine : chaque question reçoit une réponse par oui ou par non, suivie de l'examen des arguments « pour » et « contre ». 
En 1314 on le trouve comme enseignant, lecteur, à Trévise, payé par l'université de Padoue. Une deuxième fois, il est accusé de nier l'existence des démons et des esprits, de condamner (au point de nier le surnaturel) les pratiques d'astrologie cérémonielle et nécromantique fondée sur des images ou sur des amulettes, et enfin de soutenir que la repopulation de la Terre après le Déluge ne venait pas de l'action de Noé mais de phénomènes naturels. Le tribunal de l'Inquisition le place en détention, et il meurt en prison au bout de deux ans sans que la sentence soit encore prononcée. 
Son procès se poursuivit néanmoins et il fut reconnu coupable, son corps condamné à être exhumé et brûlé. Ce procès et ses suites sous sont connus par le prieur général des Augustins Thomas de Strasbourg (1345-1357) : l'un des amis de Pierre d'Abano ayant secrètement emporté son cadavre, l'Inquisition dut se contenter de la proclamation de la sentence avec un simulacre d'exécution : il fut brûlé en effigie,.

## Philosophie
Dans son Conciliator, il s'efforce de réaliser une synthèse des apports théoriques grecs et arabes à la médecine, tout en mettant l'accent sur certains faits moraux. 
Certains historiens en font le fondateur de l'averroïsme padouan, c'est-à-dire d'un courant aristotélicien hostile à la scolastique, favorable à l'expérience.

### Œuvres

Conciliator differentiarum philosophorum et precipue medicorum

- Lucidator dubitabilium astronomiae (Éclaircissement sur les points douteux de l'astronomie) (1303, révisé en 1310) et De motu octavae sphaerae (Du mouvement de la huitième sphère), édi. par Graziela Federici Vescovini, Padoue, Programma, 1988 : Trattati di astronomia ; rééd. Padoue, Esedra, 2008
- Conciliator differentiarum philosophorum et medicorum (Conciliateur des différences entre philosophes et médecins) (1310), Venise. — Première édition imprimée : 1476 (sur Archive, éd. de 1548). Reproduction récente de l'édition 1565 par E. Riondato et L. Olivieri, Padoue, éd. Antenote, 1985.
- De singulis venenis (De chaque poison), trad. fr. 1593.
- Expositio problematum ou Problemata (1302), Mantoue, 1474. Commentaire des Problèmes d'Aristote ou du Pseudo-Aristote.
- Liber compilationis phisionomie (1295), Padoue, 1474.

### Pseudo-Pietro d'Abano
- Heptameron ou Elementa magica, édi. Joseph H. Peterson (1998) en avec trad. an.  Ajouté au De occulta philosophia de Henri-Corneille Agrippa de Nettesheim. Très probablement un faux selon Lynn Thorndike
- Lucidarium artis nigromantice (ou Elucidarium nigromantie)
- Annulorum experimenta (selon Jean Trithème, Antipalus maleficiorum [1508], I, 3, n° 26).

### Études
- E. Paschetto, Pietro d'Abono, medico e filosofo, Vallechi, Florence, 1984.
- Graziella Federici Vescovini, "La place privilégiée de l’astronomie-astrologie dans l’encyclopédie des sciences théoriques de Pietro d’Abano", in : Burckhard Mojsisch & Olaf Pluta, éd., Historia Philosophiae Medii Aevi. Studien zur Geschichte der Philosophie des Mittelalters, Amsterdam ; Philadelphia : R.B. Grüner, 1991, p. 259-269.
- Danielle Jacquart, "L'influence des astres sur le corps humain chez Pietro d'Abano", in B. Ribémont (édi.), Le corps et ses énigmes au Moyen Âge, Caen, 1993, p. 73-86.
- Graziella Federici Vescovini, "La médecine, synthèse d'art et de science selon Pierre d'Abano", in R. Raashed et J. Biard (édi.), Les doctrines de la science, de l'Antiquité à l'âge classique, Peeters, Leuven, 1999.
- D. Ottaviani, "La méthode scientifique dans le Conciliator de Pietro d'Abano", in C. Grellard (dir), Méthodes et statuts des sciences à la fin du Moyen Âge, Villeneuve-d'Ascq, Septentrion, 2004, p. 13-26.
- W. Hanegraaff (édi.), Dictionary of Gnosis and Western Esotericism, Leyde, Brill, 2005, t. II, p. 944-947.
- Jean-Patrice Boudet, Franck Collard et Nicolas Weill-Parot, Médecine, astrologie et magie entre Moyen Âge et Renaissance: autour de Pietro d'Abano, Firenze, Sismel - Edizioni del Galluzzo, 2013 (Società internazionale per lo studio del Medioevo latino).